# Azerbaiyán en el Festival de la Canción de Eurovisión 2019
Azerbaiyán participará en el LXIV Festival de la Canción de Eurovisión, que se celebrará en Tel Aviv, Israel del 14 al 18 de mayo del 2019. La televisora azerí Ictimai decidió elegir internamente al cantante Chingiz con la canción dance pop "Truth".
En el festival, Azerbaiyán consiguió colocarse en 8° lugar con 302 puntos, tras clasificarse previamente en 5° lugar con 224 en la segunda semifinal. Su resultado fue el mejor que ha obtenido el país caucásico desde su último top 10 en 2013.

## Historia de Azerbaiyán en el Festival
Azerbaiyán debutó en la edición de Belgrado 2008 tras dos años intentando participar. Desde entonces, el país ha participado 11 ocasiones en el concurso, siendo uno de los países más exitosos durante sus primeras participaciones, y habiendo clasificado a todas las finales hasta 2017. Ganó el festival en 2011 con el dúo Ell/Nikki y la canción "Running Scared" con 221 puntos. Así mismo, consiguió mantener una racha de 5 años dentro del Top 5. Sin embargo, desde 2014, el país no ha podido lograr entrar al Top 10.
Azerbaiyán participó en 2018, con Aisel y la canción "X my heart" con la que por primera vez quedaron eliminados en semifinales, finalizando en 11.ª posición con 94 puntos.

## Representante para Eurovisión

### Elección Interna
El 20 de noviembre de 2018. iTV organizó las audiciones internas para seleccionar al representante para el festival de Eurovisión de 2019. El 7 de febrero, alrededor de 350 canciones habían sido recibidas en la televisora para los cuatro finalistas de la selección: Tofig Hajiyev, Chingiz Mustafayev, Leman Dadashova y Samira Efendi. La iTV comunicó que el 8 de marzo se anunciaría a su representante; siendo confirmado que Chingiz Mustafayev representaría al país con la canción dance-pop "Truth", compuesta por el mismo Chingiz junto a Borislav Milanov, Trey Campbell, Pablo Dinero, Hostess y Joacim Persson.

## En Eurovisión

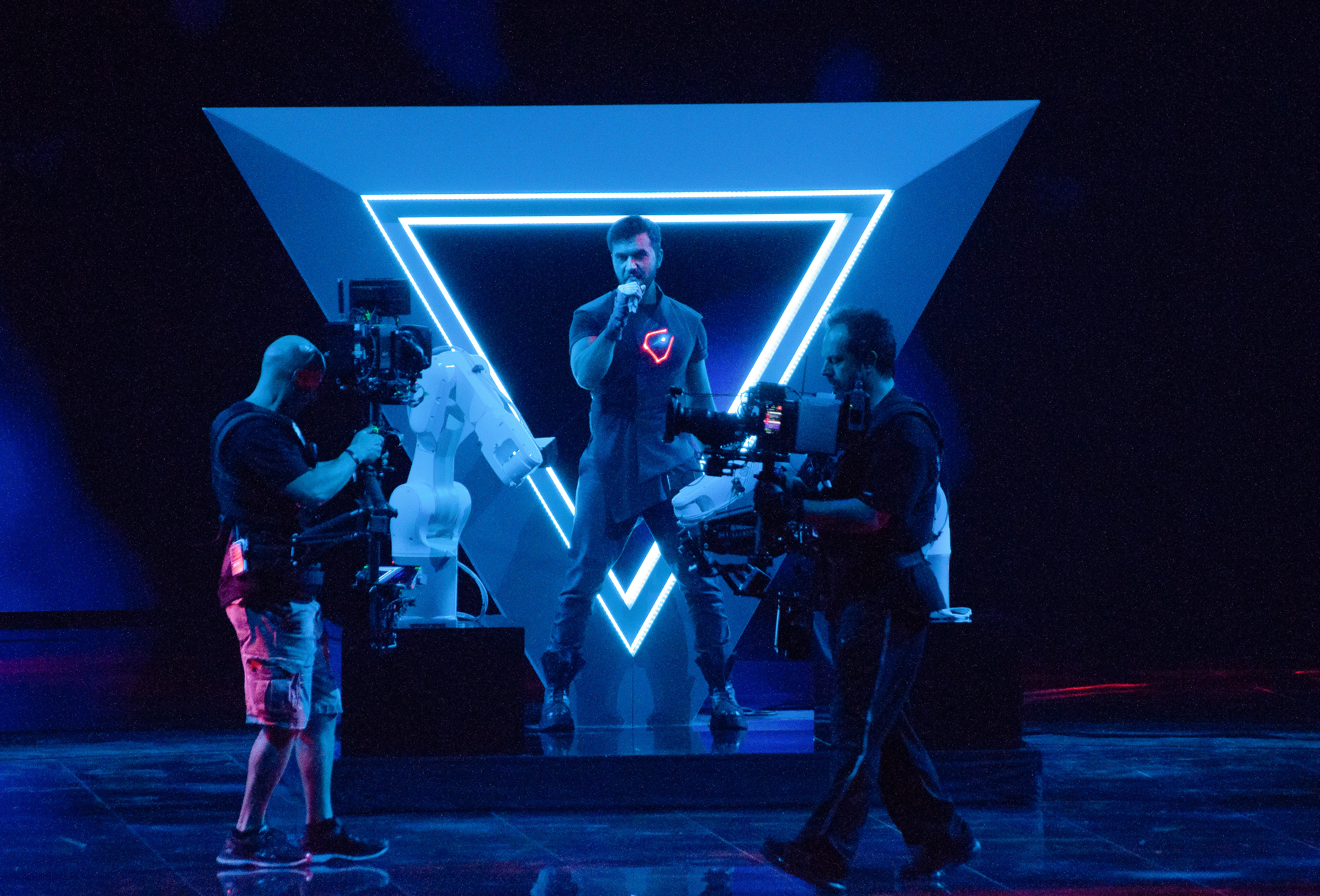
Chingiz durante un ensayo general de la segunda semifinal.

De acuerdo a las reglas del festival, todos los concursantes inician desde las semifinales, a excepción del anfitrión (en este caso, Israel) y el Big Five compuesto por Alemania, España, Francia, Italia y Reino Unido. En el sorteo realizado el 28 de enero de 2019, Azerbaiyán fue sorteado en la segunda semifinal del festival. En este mismo sorteo, se determinó que participaría en la segunda mitad de la semifinal (posiciones 10-18). Semanas después, ya conocidos los artistas y sus respectivas canciones participantes, la producción del programa dio a conocer el orden de actuación, determinando que Azerbaiyán participará en la última posición (18), precedido por Macedonia del Norte.
Los comentarios para Azerbaiyán corrieron por parte de Murad Arif. El portavoz de la votación del jurado profesional azerí fue Faig Agayev.

### Semifinal 2
Azerbaiyán tomó parte de los primeros ensayos los días 7 y 11 de mayo; así como de los ensayos generales de la semifinal los días 15 y 16. El ensayo general de la tarde del 15 fue tomado en cuenta por los jurados profesionales para emitir sus votos, que representan el 50% de los puntos. Azerbaiyán se presentó en la decimoctava posición, por delante de Macedonia del Norte. Su presentación fue una de las más elogiadas por la prensa especializada; con una puesta en escena futurista, en la cual unos brazos robóticos simulan escanear al cantante durante la primera parte de la presentación, mientras un proyectos dibujaba un corazón en el pecho del artista, que después se proyectaba en la pantalla LED del fondo. Además, se recreaba un efecto para la televisión de Chingiz proyectándose y ascendiendo durante el puente de la canción. Contó con cuatro coristas de apoyo, que no aparecieron en el escenario.
Al final del show, Azerbaiyán fue anunciado como uno de los 10 países finalistas. Los resultados revelados una vez terminado el festival, posicionaron al país en 5° lugar con 224 puntos: 121 puntos del público y 103 del jurado profesional, ambos posicionándolo también en una idéntica quinta posición.

### Final
Durante la rueda de prensa de los ganadores de la segunda semifinal, se realizó el sorteo en el que se decidió en que mitad participaría cada finalista. Azerbaiyán fue sorteado para participar en la segunda mitad de la final. El orden de actuación revelado durante la madrugada del viernes 17 de mayo, en el que se decidió que Azerbaiyán debía actuar en la posición 20 por delante de Bielorrusia y detrás de Francia. El representante azerí tomó parte de los ensayos generales del 17 y 18 de mayo, dentro de los cuales, el ensayo general de la tarde del 17 fue tomado en cuenta por los jurados profesionales para emitir sus votos, que representan el 50% de los puntos.
En la votación final, obtuvo 202 puntos del jurado profesional, que lo colocó en quinto lugar, obteniendo los 12 puntos del jurado ruso. El público le otorgó 100 puntos, también con los 12 puntos de Rusia, con lo cual, finalizó en 8° lugar con 302 puntos; su mejor resultado en el festival desde 2013. Cabe destacar que por un error en el jurado bielorruso, no le fueron contabilizados 5 puntos, con lo cual en directo se había posicionado en 7° lugar con 297 puntos, siendo rectificados los resultados días después por la UER.

### Votación

#### Votación otorgada a Azerbaiyán

##### Semifinal 2
| Jurado                          | Jurado                              | Jurado                           | Jurado                                                                  | Jurado                                  |
| 12 puntos                       | 10 puntos                           | 8 puntos                         | 7 puntos                                                                | 6 puntos                                |
| ------------------------------- | ----------------------------------- | -------------------------------- | ----------------------------------------------------------------------- | --------------------------------------- |
|                                 | - Albania - Malta                   | - Lituania - Macedonia del Norte | - Croacia - Malta - Reino Unido - Rumania                               | - Austria - Italia - Moldavia - Noruega |
| 5 puntos                        | 4 puntos                            | 3 puntos                         | 2 puntos                                                                | 1 punto                                 |
| - Irlanda                       | - Rusia                             | - Alemania                       |                                                                         | - Dinamarca - Países Bajos - Suecia     |
| Televoto                        |                                     |                                  |                                                                         |                                         |
| 12 puntos                       | 10 puntos                           | 8 puntos                         | 7 puntos                                                                | 6 puntos                                |
| - Rusia                         | - Rumania                           | - Moldavia - Suecia              | - Albania - Austria - Dinamarca - Lituania - Países Bajos - Reino Unido | - Letonia - Noruega                     |
| 5 puntos                        | 4 puntos                            | 3 puntos                         | 2 puntos                                                                | 1 punto                                 |
| - Croacia - Macedonia del Norte | - Alemania - Italia - Malta - Suiza | - Irlanda                        |                                                                         |                                         |

##### Final
| Jurado                                                                 | Jurado                                                              | Jurado                                                           | Jurado                                             | Jurado                                                                  |
| 12 puntos                                                              | 10 puntos                                                           | 8 puntos                                                         | 7 puntos                                           | 6 puntos                                                                |
| ---------------------------------------------------------------------- | ------------------------------------------------------------------- | ---------------------------------------------------------------- | -------------------------------------------------- | ----------------------------------------------------------------------- |
| - Rusia                                                                | - Eslovenia - Georgia - Lituania - Rumania                          | - Albania - Grecia - Malta - Portugal                            | - España - Irlanda - Israel - Italia - Reino Unido | - Chipre - Francia - Letonia - Moldavia                                 |
| 5 puntos                                                               | 4 puntos                                                            | 3 puntos                                                         | 2 puntos                                           | 1 punto                                                                 |
| - Bielorrusia - Estonia - Hungría - Noruega - República Checa - Suecia | - Austria - Dinamarca - Islandia - Macedonia del Norte - San Marino | - Serbia                                                         | - Australia - Finlandia - Polonia                  |                                                                         |
| Televoto                                                               |                                                                     |                                                                  |                                                    |                                                                         |
| 12 puntos                                                              | 10 puntos                                                           | 8 puntos                                                         | 7 puntos                                           | 6 puntos                                                                |
| - Rusia                                                                | - Moldavia                                                          |                                                                  | - Georgia - República Checa                        | - Bielorrusia - Rumania                                                 |
| 5 puntos                                                               | 4 puntos                                                            | 3 puntos                                                         | 2 puntos                                           | 1 punto                                                                 |
| - Dinamarca - Lituania                                                 | - Letonia - Países Bajos - San Marino                               | - Albania - Israel - Montenegro - Noruega - Reino Unido - Suecia | - Hungría - Malta - Polonia                        | - Australia - Austria - Estonia - Italia - Macedonia del Norte - España |

#### Votación realizada por Azerbaiyán
| Puntos    | Jurado              | Televoto            |
| --------- | ------------------- | ------------------- |
| 12 puntos | Rusia               | Rusia               |
| 10 puntos | Macedonia del Norte | Suiza               |
| 8 puntos  | Rumania             | Países Bajos        |
| 7 puntos  | Albania             | Macedonia del Norte |
| 6 puntos  | Malta               | Malta               |
| 5 puntos  | Letonia             | Noruega             |
| 4 puntos  | Países Bajos        | Albania             |
| 3 puntos  | Moldavia            | Suecia              |
| 2 puntos  | Suiza               | Lituania            |
| 1 punto   | Lituania            | Croacia             |

| Puntos    | Jurado              | Televoto            |
| --------- | ------------------- | ------------------- |
| 12 puntos | Rusia               | Rusia               |
| 10 puntos | Malta               | San Marino          |
| 8 puntos  | Macedonia del Norte | Suiza               |
| 7 puntos  | Albania             | Países Bajos        |
| 6 puntos  | Grecia              | Italia              |
| 5 puntos  | Italia              | Bielorrusia         |
| 4 puntos  | Eslovenia           | Malta               |
| 3 puntos  | Chipre              | Macedonia del Norte |
| 2 puntos  | Australia           | España              |
| 1 punto   | Bielorrusia         | Noruega             |

#### Desglose
El jurado azerí fue conformado por:
- Rashad Hashimov – presidente del jurado – compositor
- Emir Useynov – coreógrafo
- Tunzale Agayeva – autora, compositora y cantante
- Ulviyya Karimova – directora de cine
- Yalchin Jabbarov – productor

| Semifinal 2 | Semifinal 2         | Semifinal 2                | Semifinal 2                | Semifinal 2                | Semifinal 2                | Semifinal 2                | Semifinal 2                | Semifinal 2                | Semifinal 2                | Semifinal 2                |
| N.º         | País                | Jurado                     | Jurado                     | Jurado                     | Jurado                     | Jurado                     | Jurado                     | Jurado                     | Televoto                   | Televoto                   |
| N.º         | País                | R. Hashimov                | E. Useynov                 | T. Agayeva                 | U. Karimova                | Y. Jabbarov                | Ranking                    | Puntos                     | Ranking                    | Puntos                     |
| ----------- | ------------------- | -------------------------- | -------------------------- | -------------------------- | -------------------------- | -------------------------- | -------------------------- | -------------------------- | -------------------------- | -------------------------- |
| 01          | Armenia             | 17                         | 17                         | 17                         | 17                         | 17                         | 17                         |                            | 17                         |                            |
| 02          | Irlanda             | 15                         | 13                         | 13                         | 10                         | 15                         | 16                         |                            | 14                         |                            |
| 03          | Moldavia            | 3                          | 15                         | 6                          | 15                         | 10                         | 8                          | 3                          | 11                         |                            |
| 04          | Suiza               | 9                          | 6                          | 8                          | 8                          | 9                          | 9                          | 2                          | 2                          | 10                         |
| 05          | Letonia             | 12                         | 11                         | 3                          | 12                         | 3                          | 6                          | 5                          | 15                         |                            |
| 06          | Rumania             | 5                          | 3                          | 15                         | 4                          | 4                          | 3                          | 8                          | 12                         |                            |
| 07          | Dinamarca           | 14                         | 12                         | 12                         | 9                          | 14                         | 14                         |                            | 13                         |                            |
| 08          | Suecia              | 6                          | 9                          | 5                          | 16                         | 16                         | 12                         |                            | 8                          | 3                          |
| 09          | Austria             | 10                         | 4                          | 9                          | 13                         | 11                         | 11                         |                            | 16                         |                            |
| 10          | Croacia             | 11                         | 5                          | 11                         | 14                         | 12                         | 13                         |                            | 10                         | 1                          |
| 11          | Malta               | 7                          | 2                          | 14                         | 6                          | 5                          | 5                          | 6                          | 5                          | 6                          |
| 12          | Lituania            | 16                         | 14                         | 16                         | 2                          | 7                          | 10                         | 1                          | 9                          | 2                          |
| 13          | Rusia               | 1                          | 1                          | 1                          | 1                          | 1                          | 1                          | 12                         | 1                          | 12                         |
| 14          | Albania             | 4                          | 8                          | 4                          | 5                          | 8                          | 4                          | 7                          | 7                          | 4                          |
| 15          | Noruega             | 13                         | 16                         | 10                         | 11                         | 13                         | 15                         |                            | 6                          | 5                          |
| 16          | Países Bajos        | 8                          | 10                         | 7                          | 7                          | 6                          | 7                          | 4                          | 3                          | 8                          |
| 17          | Macedonia del Norte | 2                          | 7                          | 2                          | 3                          | 2                          | 2                          | 10                         | 4                          | 7                          |
| 18          | Azerbaiyán          | -------------------------- | -------------------------- | -------------------------- | -------------------------- | -------------------------- | -------------------------- | -------------------------- | -------------------------- | -------------------------- |

| Final | Final               | Final                      | Final                      | Final                      | Final                      | Final                      | Final                      | Final                      | Final                      | Final                      |
| N.º   | País                | Jurado                     | Jurado                     | Jurado                     | Jurado                     | Jurado                     | Jurado                     | Jurado                     | Televoto                   | Televoto                   |
| N.º   | País                | R. Hashimov                | E. Useynov                 | T. Agayeva                 | U. Karimova                | Y. Jabbarov                | Ranking                    | Puntos                     | Ranking                    | Puntos                     |
| ----- | ------------------- | -------------------------- | -------------------------- | -------------------------- | -------------------------- | -------------------------- | -------------------------- | -------------------------- | -------------------------- | -------------------------- |
| 01    | Malta               | 6                          | 2                          | 9                          | 4                          | 6                          | 2                          | 10                         | 7                          | 4                          |
| 02    | Albania             | 4                          | 9                          | 5                          | 6                          | 9                          | 4                          | 7                          | 16                         |                            |
| 03    | República Checa     | 19                         | 21                         | 22                         | 2                          | 17                         | 14                         |                            | 18                         |                            |
| 04    | Alemania            | 25                         | 23                         | 21                         | 18                         | 16                         | 22                         |                            | 23                         |                            |
| 05    | Rusia               | 1                          | 1                          | 1                          | 1                          | 1                          | 1                          | 12                         | 1                          | 12                         |
| 06    | Dinamarca           | 14                         | 18                         | 16                         | 17                         | 20                         | 19                         |                            | 19                         |                            |
| 07    | San Marino          | 7                          | 17                         | 10                         | 13                         | 7                          | 13                         |                            | 2                          | 10                         |
| 08    | Macedonia del Norte | 5                          | 11                         | 4                          | 5                          | 5                          | 3                          | 8                          | 8                          | 3                          |
| 09    | Suecia              | 13                         | 10                         | 6                          | 19                         | 18                         | 15                         |                            | 20                         |                            |
| 10    | Eslovenia           | 2                          | 22                         | 2                          | 25                         | 15                         | 7                          | 4                          | 13                         |                            |
| 11    | Chipre              | 10                         | 12                         | 7                          | 10                         | 3                          | 8                          | 3                          | 17                         |                            |
| 12    | Países Bajos        | 11                         | 14                         | 13                         | 11                         | 10                         | 16                         |                            | 4                          | 7                          |
| 13    | Grecia              | 12                         | 3                          | 14                         | 3                          | 8                          | 5                          | 6                          | 25                         |                            |
| 14    | Israel              | 23                         | 15                         | 25                         | 16                         | 21                         | 21                         |                            | 15                         |                            |
| 15    | Noruega             | 16                         | 16                         | 15                         | 14                         | 19                         | 18                         |                            | 10                         | 1                          |
| 16    | Reino Unido         | 22                         | 25                         | 20                         | 21                         | 24                         | 25                         |                            | 24                         |                            |
| 17    | Islandia            | 3                          | 5                          | 24                         | 24                         | 14                         | 11                         |                            | 12                         |                            |
| 18    | Estonia             | 17                         | 24                         | 18                         | 20                         | 23                         | 23                         |                            | 21                         |                            |
| 19    | Bielorrusia         | 15                         | 13                         | 8                          | 7                          | 4                          | 10                         | 1                          | 6                          | 5                          |
| 20    | Azerbaiyán          | -------------------------- | -------------------------- | -------------------------- | -------------------------- | -------------------------- | -------------------------- | -------------------------- | -------------------------- | -------------------------- |
| 21    | Francia             | 24                         | 19                         | 17                         | 22                         | 25                         | 24                         |                            | 14                         |                            |
| 22    | Italia              | 8                          | 7                          | 11                         | 9                          | 2                          | 6                          | 5                          | 5                          | 6                          |
| 23    | Serbia              | 18                         | 20                         | 23                         | 15                         | 13                         | 20                         |                            | 22                         |                            |
| 24    | Suiza               | 9                          | 6                          | 12                         | 12                         | 11                         | 12                         |                            | 3                          | 8                          |
| 25    | Australia           | 20                         | 4                          | 3                          | 23                         | 12                         | 9                          | 2                          | 11                         |                            |
| 26    | España              | 21                         | 8                          | 19                         | 8                          | 22                         | 17                         |                            | 9                          | 2                          |